# مبادرات ابراهيم

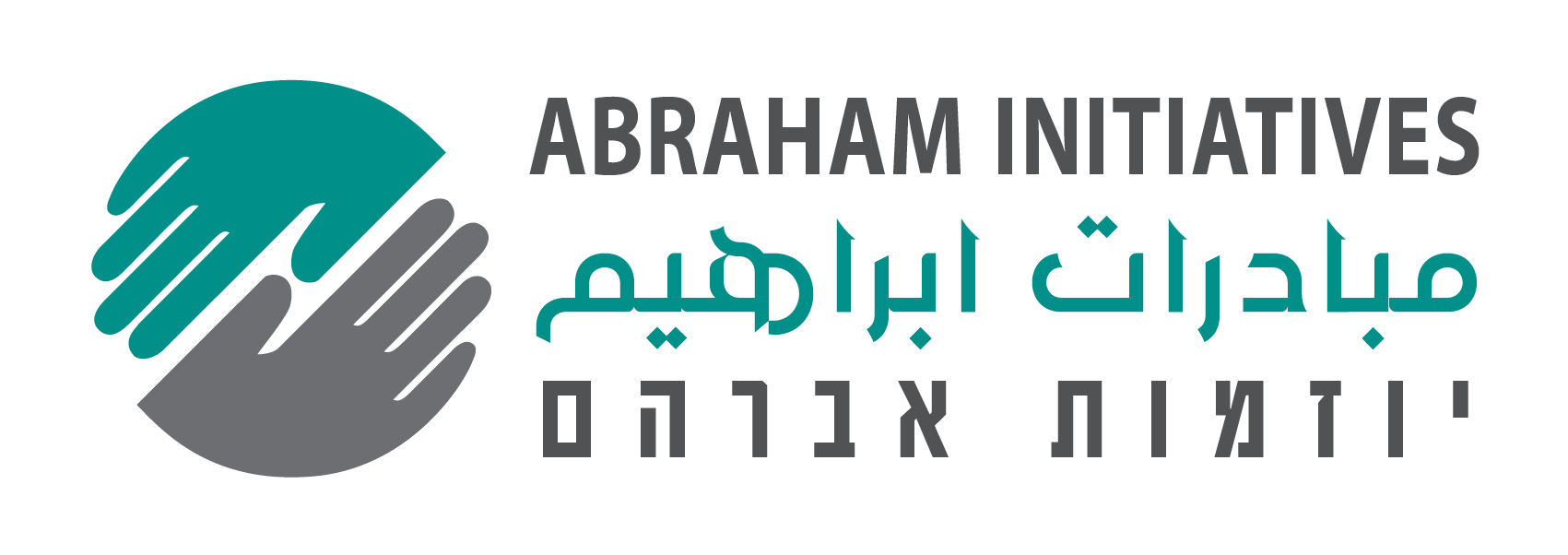

مبادرات إبراهيم (المعروفة سابقًا باسم مبادرات مؤسسة إبراهيم) هي منظمة يهودية عربية غير ربحية، تأسست عام 1989 وتتبع للصندوق الجديد لاسرائيل. تعمل المنظمة على تعزيز التكامل والمساواة والتقريب بين المواطنين اليهود والعرب في إسرائيل. يوجد للمنظمة مكاتب في رمات غان ،وولاية نيويورك الامريكية ،و المملكة المتحدة.

## تطور المنظمة

### نشأة المنظمة وسنواتها الأولى
أسس المنظمة المحسن اليهودي الأمريكي ألان بي سليفكا والبروفيسور الراحل الحاخام يوجين وينر، الذي نشط إلى جانب الدكتور مارتن لوثر كينغ في حركة الحقوق المدنية في الولايات المتحدة الأمريكية. في أيامها الأولى كانت مؤسسة ابراهيم عبارة عن هيئة صغيرة تقع مكاتبها في شارع هلل في القدس. وكان دور الموظفين هو تحديد المبادرات القابلة للتطبيق ومساعدتها في التخطيط والتمويل والتنفيذ. أول مديرة للمؤسسة كانت د.راحيل شيله في الفترة بين 1990- 2000. شغل الدكتور فيصل عزايزة منصب نائب رئيس المجلس العام لصندوق ابراهيم عام 1998.
أصدرت المؤسسة في عام 1992 "دليل صندوق ابراهيم للمؤسسات والمنظمات التي تعزز التعايش بين اليهود والعرب في إسرائيل" ، الذي قام بتاليفه كل من الزوجين أنيتا ويوجين واينر وعالم الاجتماع أرنون بار أون و اشتمل الدليل على 350 منظمة ومشروعًا عاملاً في هذا المجال. في تموز عام 2000 تلقى آلان بي سليفكا من رئيس الكنيست آنذاك، أبراهام بورغ شهادة تقدير لمساهمة مؤسسة أبراهام في تعزيز الحوار بين العرب واليهود في إسرائيل.

### العقد الثاني: من صندوق منح الى منظمة تصميم السياسات
كانت أحداث هبة الأقصى عام 2000 بمثابة نقطة تحول بالنسبة للمنظمة. انهارت على أثرها عشرات الأعمال والمبادرات المشتركة بين اليهود والعرب في اسرائيل بشكل شبه كامل. لذلك، تقرر في بداية الألفية الثانية إجراء تغيير استراتيجي في نشاطات الصندوق والانتقال التدريجي لتطوير المشاريع. تم تنفيذ هذا التحول تحت قيادة دان بتير.
استلهاما من "اتفاق الجمعة العظيمة" الذي نظم العلاقات بين الأغلبية البروتستانتية والأقلية الكاثوليكية في أيرلندا الشمالية في عام 1998، وبالتعاون مع الباحثة البروفيسورة ماري فيتزدف – المديرة المؤسسة لـ"مجلس العلاقات المجتمعية" (Community Relations Council) في بلفاست – قادت مبادرات صندوق إبراهيم سلسلة من البعثات إلى أيرلندا الشمالية. على مر السنين، أرسل المنظمة حوالي عشرين بعثة إلى أيرلندا الشمالية، وكان الهدف منها التعلم وحتى "استيراد" أفكار لإصلاحات وإجراءات مختلفة تهدف إلى جسر الفجوات بين المجموعات المتنازعة وبناء مجتمع مشترك. شارك في البعثات نشطاء اجتماعيون، ومعلمون، وقادة مجتمعيون، وموظفو دولة، وضباط شرطة وغيرهم.
في عام 2009، أصدرت الجمعية دليل معلومات للمجتمع العربي لمساعدة صانعي السياسات في اتخاذ قرارات مستنيرة. كما تم تشكيل لجنة خبراء برئاسة البروفيسور غابي سلومون لدراسة نماذج التعليم للتسامح والتعايش المشترك، حيث قدمت اللجنة تقريرًا حول التعليم من أجل التعايش بين اليهود والعرب في إسرائيل. خلال الفترة بين 2006 و2012، نظمت الجمعية سنويًا فعاليات إفطار جماعي لتعزيز إدماج الأعياد والمناسبات العربية في التقويم الإسرائيلي.

### العقد الثالث: النمو التنظيمي والمشاريع واسعة النطاق
في العقد الثالث لحياة الجمعية، تم التركيز أيضًا على تنفيذ مشاريع ميدانية بالإضافة إلى التركيز على قضايا أساسية تتعلق بالعلاقات بين الأغلبية والأقلية في إسرائيل. في هذه السنوات التي تزامنت مع تجمد العملية السياسية، نشأ في المنظمة الإدراك الواضح للارتباط الوثيق بين الصراع الإسرائيلي الفلسطيني ووضع المجتمع العربي في إسرائيل والعلاقات بين اليهود والعرب داخل اسرائيل. توضَّح الفهم أيضا بأن حل الصراع وإقامة الدولة الفلسطينية يتطلبان الادماج الكامل للأقلية العربية في إسرائيل.
في هذا السياق، أدرك أعضاء الجمعية أن التغيير الاجتماعي الجوهري يتطلب مشاركة الأقلية في جميع جوانب الحياة الاجتماعية والسياسية والاقتصادية وأيضًا التمثيل فيها، ليس فقط في مجال العمل والاقتصاد ولكن أيضًا في الحوار الإعلامي والعام وكذلك في إدارة شؤون الدولة والمجتمع - وذلك من خلال المشاركة في السياسة والحكومة.
بدأت جمعية مبادرات ابراهيم العمل في بريطانيا اعتبارا من عام 2008 . كانت احتجاجات العدالة الاجتماعية الإسرائيلية في صيف 2011 حدثًا محوريا في المجتمع اليهودي في إسرائيل، لكن المواطنين العرب عزفوا عن المشاركة. ومع ذلك، كانت ناديا إسماعيل، عضو فريق منظمة مبادرات ابراهيم، عضوًا في اللجنة الظلية للمنظمات الاجتماعية في "لجنة تراختنبرغ" (Trajtenberg Committee) كخبيرة في مجال توظيف النساء.
في عام 2012، نشطت "لجنة بلسنر"(Plenser Committee) المعروفة أيضا باسم :"لجنة العبء المتساوي" في الكنيست، وكان هدفها تشريع قانون الخدمة العسكرية الإلزامية للمواطنين العرب في اسرائيل. نجحت جهود الجمعية في اللجنة في منع هذه المحاولة التشريعية. وفي الوقت نفسه، عملت الجمعية على تعزيز نموذج "متفق عليه "للخدمة المدنية

## مجالات نشاطات الجمعية والمشاريع
تعمل الجمعية على تعزيز التعلم والتعليم من أجل حياة مشتركة بين اليهود والعرب في إسرائيل، بدءًا من المدارس الابتدائية وصولاً إلى التعليم العالي. تشمل مشاريع الجمعية برامج تعليمية مثل "التدريب للحياة المشتركة في المدارس الثانوية" لتعزيز التفاهم بين الطلاب العرب واليهود، وبرامج التعليم المشترك لتدريس اللغتين العربية والعبرية، بالإضافة إلى برنامج "يا سلام" الذي يركز على تعليم اللغة والثقافة العربية في المدارس اليهودية وغيرها من البرامج.
في مجال الأمان المجتمعي، تعمل الجمعية على محاربة العنف والجريمة في البلدات العربية بالتعاون مع السلطات المحلية والحكومية. كما تدير برامج لتمكين المرأة والشباب في مواجهة العنف وتعزيز الأمن الشخصي. بالإضافة إلى ذلك، تسعى الجمعية إلى تطوير سياسات تهدف إلى تحسين أوضاع المجتمع العربي، وزيادة تمثيلهم في الإعلام الاسرائيلي والحياة العامة، من خلال تدريب قادة اجتماعيين وسياسيين عرب وتعزيز مشاركتهم في عمليات صنع القرار.

## مشاريع بارزة على مر السنين
على مر السنين، نفذت الجمعية عدة مشاريع بارزة، منها "التطوع المجتمعي - الطليعة" (2015-2018) الذي هدف لتمكين الشابات العربيات في السلطات المحلية كنموذج بديل للخدمة المدنية والوطنية. مشروع "شريكات في الحياة" (2007-2012) الذي وفر تدريبًا مهنيًا وتوظيفًا لحوالي 500 امرأة عربية في الجليل والنقب. و مشروعي "نسيج في الجليل" و "علاقة الشرطة والمجتمع العربي" (2001-2010) لتعزيز التعاون بين السلطات اليهودية والعربية في مجالات البيئة والتعليم والتنمية الاقتصادية بعد أحداث هبة أكتوبر عام 2000، مما أسفر عن تأسيس مجموعة تعاون إقليمي في منطقة الشاغور.

## الميزانية
تعتمد المنظمة في تمويلها على المنح المقدمة من مصادر خاصة ومؤسسية في إسرائيل والخارج. بلغت ميزانية الجمعية لعام 2022 نحو 10 مليون شيكل .

## رؤساء الجمعية في الحاضر والماضي
يضم الطاقم الاداري للجمعية يهودًا وعربًا يعملون معًا. ويضم مجلس الإدارة الدولي حوالي 30 عضوًا.
| الرؤساء                    | المنصب                              | الفترة    |
| -------------------------- | ----------------------------------- | --------- |
| آلان بي. سليفكا            | رئيس المجلس الدولي                  | 1989-2007 |
| هوارد سون                  | الرئيس المشارك لمجلس الادارة الدولي | 2007-2018 |
| لوري كاي                   | رئيس جمعية الأصدقاء في بريطانيا     | 2006-2016 |
| بشائر فاهوم جيوسي          | الرئيسة الحالية                     |           |
| رجل الأعمال أورني باتروشكا | الرئيس الحالي                       |           |

| المدراء المشاركون  | فترة الخدمة                           |  |
| ------------------ | ------------------------------------- |  |
| راحيل شيلا         | 1990-2000                             |  |
| دان بتير           | 2000-2005                             |  |
| محمد دراوشة        | 2005-2013                             |  |
| أمنون باري سوليانو | المدير المشارك الحالي بدءا من 2024    |  |
| د. ثابت أبو راس    | 2014-2024                             |  |
| شهيرة شلبي         | المديرة المشاركة الحالية بدءا من 2024 |  |